# Jedlicze koło Zgierza
Jedlicze koło Zgierza – przystanek osobowy na pograniczu Jedlicz A w województwie łódzkim i Polsce, oddany do użytku w 2023 r. w ramach rządowego programu budowy lub modernizacji przystanków kolejowych na lata 2021–2025.